# The Hobbitons
The Hobbitons fue un conjunto de música folk holandés semi-profesional. Estaba formado por miembros del smial «Ar Caras» de Nimega, de la Sociedad Tolkien de los Países Bajos («Unquendor»). Publicó en 1996 un único álbum, en formato de disco compacto, titulado Songs from Middle-earth («Canciones de la Tierra Media»), del que había avanzado una maqueta en cinta de casete en 1993.

## Songs from Middle-earth

### Producción y distribución
The Hobbitons compusieron parte de las canciones de Songs from Middle-earth antes de 1993, y las grabaron en esa fecha en una maqueta en cinta de casete, que titularon The Hobbitons Singing 3 Songs from the Shire («Los Hobbitons cantan tres canciones de la Comarca»), y que incluía «Trollsong», «The Man in the Moon» y «The Bath Song».
La grabación profesional de este único álbum de The Hobbitons contó con el permiso del Tolkien Estate para emplear el material escrito por Tolkien, protegido por derechos de autor que gestiona esta entidad, con la condición de que el disco no fuera distribuido comercialmente. La producción fue sufragada por la Sociedad Tolkien Holandesa en 1996.
El disco fue producido por Ron Ploeg, Willem van Wordragen y Gilles Tuinman; y editado por Gilles Tuinman y Tony Janssen.
Agotada a principios de 2004 la pequeña tirada fabricada del disco, que se vendió por cauces alternativos como el mano a mano o la venta directa por Internet, las 16 pistas fueron puestas íntegras a disposición de los internautas para su descarga directa desde la página web de The Hobbitons por un breve periodo desde 2006; ya que desde 2007 esa página dejó de estar disponible.

### Contenido
El álbum consta de 16 pistas cuyas letras son todas ellas poemas del escritor británico de fantasía heroica J. R. R. Tolkien, tomados de varias de sus obras: El hobbit, Las aventuras de Tom Bombadil y otros poemas de El Libro Rojo, El Señor de los Anillos y el poema publicado de forma independiente «Bilbo's Last Song». Aparentemente intentaron reunir y musicar toda la poesía relacionada con Tom Bombadil, pero no lo consiguieron.
La música fue compuesta por Ron Ploeg y Willem van Wordagen; excepto la de «Bilbo's Last Song», «The Road Goes Ever On» y «Gil Galad», compuestas por Stephen Oliver; y la de «The Man in the Moon Came Down Too Soon», tomada de una melodía tradicional holandesa.
Las canciones pretenden evocar con humor y fantasía la atmósfera hobbit presente en los poemas originales musicados, pues todos ellos tienen el común denominador de haber sido presentados por Tolkien como parte de folklore típico de los hobbits. Los ritmos y recursos empleados recuerdan la música celta, escocesa o irlandesa, a pesar del origen continental de los integrantes del grupo.

### Lista de canciones
Todas las letras escritas por J. R. R. Tolkien, toda la música compuesta por Ron Ploeg y Willem van Wordagen, excepto en las canciones indicadas. 
| N.º   | Título                                                             | Música                | Duración |  |
| 1.    | «A Walking Song (Upon the Hearth)» (ESdlA I/3)                     |                       | 3:18     |  |
| 2.    | «Bilbo's Song (Beside the Fire)» (ESdlA II/3)                      |                       | 1:52     |  |
| 3.    | «The Man in the Moon Stayed Up Too Late» (ESdlA I/9 y LadTB no. 5) |                       | 4:08     |  |
| 4.    | «The Man in the Moon Came Down Too Soon» (LadTB no. 6)             | Tradicional holandesa | 5:27     |  |
| 5.    | «Stone Troll (The Troll Song)» (ESdlA I/12 y LadTB no. 7)          |                       | 3:35     |  |
| 6.    | «Gil Galad» (ESdlA I/11)                                           | Stephen Oliver        | 1:23     |  |
| 7.    | «Old Walking Song (The Road Goes Ever On)» (ESdlA I/1, I/3 y VI/9) | Stephen Oliver        | 3:41     |  |
| 8.    | «Goblin Town» (Eh 4)                                               |                       | 2:35     |  |
| 9.    | «The Mewlips» (LadTB no. 9)                                        |                       | 3:42     |  |
| 10.   | «Roast'em Alive!» (Eh 6)                                           |                       | 2:23     |  |
| 11.   | «Oliphaunt» (ESdlA IV/3 y LadTB no. 10)                            |                       | 2:44     |  |
| 12.   | «The Valley» (Eh 3)                                                |                       | 2:36     |  |
| 13.   | «Perry the Winkle» (LadTB no. 8)                                   |                       | 7:05     |  |
| 14.   | «Bathsong» (ESdlA I/5)                                             |                       | 2:01     |  |
| 15.   | «Bilbo's Last Song»                                                | Stephen Oliver        | 3:06     |  |
| 16.   | «A Drinking Song (Ho! Ho! Ho!)» (ESdlA I/4)                        |                       | 3:54     |  |
| 53:30 |                                                                    |                       |          |  |